# Dirty Deeds ’79
Dirty Deeds ’79 ist eine 1989 gegründete deutsche AC/DC-Coverband-Band aus Bonn. 

## Geschichte
Die Band formierte sich 1989, knapp zehn Jahre nach dem Tod des AC/DC-Sängers Bon Scott. Die Band bietet bevorzugt Musiktitel aus der Bon-Scott-Ära dar.
In den folgenden Jahren erspielte sich die Gruppe einen gewissen Namen durch Konzerte im Bonner Raum, wie z. B. 1992 in der Bonner Biskuithalle beim Abschiedskonzert von Molotow Soda oder 1991 auf der Rheinkultur.
Im Jahr 2001 traten Dirty Deeds ’79 dann erstmals in der zweiten und bis heute gültigen Besetzung auf. Die Band spielt seitdem jährlich Konzerte zur Weihnachtszeit im Bonner Musikclub Harmonie, die ausverkauft sind und seit 2008 auf drei und 2013 erstmals auf vier Konzertabende in Folge ausgebaut wurden.
Die Dirty Deeds ’79 spielten Konzerte im In- und Ausland, z. B. 2002 bei der FC-St.-Pauli-Abstiegsparty und der Jürgen-Kohler-Abschiedsparty, 2003 und 2004 auf der Ibiza Bikeweek, 2005 dem Stadtfest Minsk (Belarus), 2008 dem Bikeweekend Studen (Schweiz), 2009 und 2010 bei Rhein in Flammen und 2010 bei der FC-St.-Pauli-Aufstiegsparty.
Am 20. März 2007 zeichnete der WDR-Rockpalast erstmals mit den Dirty Deeds ’79 eine reine Coverband auf.
Die drei Weihnachtskonzerte in der Harmonie Bonn 2008 standen unter den Motto der CO2-neutralen Gestaltung/Austragung durch Co2mpense, und es war ein Ansinnen der Band, einen Beitrag im Rahmen des Klimaschutzes zu leisten.

## Sonstiges
- Die Bandmitglieder Gonzo und KutA spielten vorher bei der Punkband Molotow Soda.
- Der Gitarrist Volker „Vangus“ Voigt spielt auch in der Punkrockband Molotow Soda und spielte bei Zeltinger Band.
- Sänger Alex Big Bon Kaiser sang bei Feed The Monkey, Rhesus und Big Al & The Hedgehogs.
- Bassist Dr. Williams spielte als Albino Släsch bei Aso Pauer.